# Вільям Вайлер
Вільям Вайлер (англ. William Wyler; 1 липня 1902⁣ — ⁣27 липня 1981) — американський кінорежисер, продюсер, сценарист.
Лауреат трьох премій «Оскар». Один із найуспішніших режисерів в історії Голлівуду.

## Біографія
Вчився у вищому комерційному училищі в Лозанні і в Паризькій консерваторії. У 1921 році почав працювати в Голлівуді. Перші самостійні постановки створив в кінці 1920-х років. У другій половині 1930-х — початку 1940-х років — один з провідних представників, що склався в ці роки в американському кіно напряму соціальної драми. Гостротою проблематики відрізняються фільми «Безвихідь» (по С. Кінгслі, 1937), «Лисички» (по Л. Хелман, 1941), а також поставлені пізніше «Найкращі роки нашого життя» (по М. Кантору, 1946), «Звільнення Л. Бі. Джонса» (по Д. Х. Форду, 1970). У роки Другої світової війни працював в документальному кіно, брав участь в бойових діях американських військово-повітряних сил. Майстер екранізацій, Вайлер поєднував в найкращих кінокартинах (окрім названих вище) «Грозовий перевал» (по Е. Бронте, 1939) і «Керрі» (по Т. Драйзеру, 1952) строгу класичну форму з напруженим внутрішнім драматизмом, роблячи при цьому актора основним виразником авторських ідей. Високою режисерською культурою відмічені й розважальні кінокомедії Вайлера — «Римські канікули» (1953), «Як украсти мільйон» (1966), «Смішне дівча» (1968).

## Нагороди
Премії «Оскар» за фільми: «Місіс Мінівер» (1942), «Найкращі роки нашого життя» (1946) і «Бен-Гур» (1959).

## Вибрана фільмографія

### Німі фільми
- 1929 — Здирство / The Shakedown

### Звукові фільми
| Рік  | Фільм                      | Жанр            | Оригінальна назва           | Нагороди |
| 1930 | Герої пекла                | Драма           | Hell's Heroes               |          |
| 1933 | Адвокат                    | Драма           | Councellor at Law           |          |
| 1934 | Гламур                     | Драма           | Glamour                     |          |
| 1935 | Добра фея                  | Комедія         | The Good Fairy              |          |
| 1936 | Ці троє                    | Драма           | These Three                 |          |
| 1936 | Додсворт                   | Драма           | Dodsworth                   |          |
| 1937 | Глухий кут                 | Драма           | Dead End                    |          |
| 1938 | Ієзавель                   | Любовна історія | Jezebel                     |          |
| 1939 | Буремний перевал           | Любовна історія | Wuthering Heights           |          |
| 1940 | Людина із заходу           | Вестерн         | The Westerner               |          |
| 1940 | Лист                       | Драма           | The Letter                  |          |
| 1940 | Лисички                    | Драма           | The Little Foxes            |          |
| 1942 | Місіс Мінівер              | Драма           | Mrs. Miniver                | Оскар    |
| 1946 | Найкращі роки нашого життя | Драма           | The Best Years of Our Lives | Оскар    |
| 1949 | Спадкоємниця               | Драма           | The Heiress                 |          |
| 1951 | Детективна історія         | Нуар            | Detective Story             |          |
| 1952 | Керрі                      | Драма           | Carrie                      |          |
| 1953 | Римські канікули           | Любовна історія | Roman Holiday               |          |
| 1955 | Години розпачу             | Нуар            | The Desperate Hours         |          |
| 1956 | Дружнє переконання         | Драма           | Friendly Persuasion         |          |
| 1958 | Велика країна              | Драма           | The Big Country             |          |
| 1959 | Бен-Гур                    | Драма           | Ben-Hur                     | Оскар    |
| 1961 | Дитяча година              | Драма           | The Children's Hour         |          |
| 1965 | Колекціонер                | Драма           | The Collector               |          |
| 1966 | Як украсти мільйон         | Комедія         | How to Steal a Million      |          |
| 1968 | Смішна дівчина             | Драма           | Funny Girl                  |          |
| 1970 | Звільнення Л. Б. Джонса    | Драма           | How to Steal a Million      |          |